# Schlichtborstenhörnchen
Das Schlichtborstenhörnchen oder Streifenloses Borstenhörnchen (Xerus rutilus) ist eine Hörnchenart aus der Gattung der Afrikanischen Borstenhörnchen (Xerus). Es kommt in den Trockengebieten von Ostafrika vor.

## Merkmale
Das Schlichtborstenhörnchen erreicht eine durchschnittliche Kopf-Rumpf-Länge von 26,1 bis 23,7 Zentimetern, der Schwanz ist 14,5 bis 20,5 Zentimeter lang. Das Gewicht beträgt etwa 135 bis 440 Gramm. Die Hinterfußlänge beträgt 50 bis 60 Millimeter, die Ohrlänge 12 bis 17 Millimeter. Es handelt sich um ein mittelgroßes Erdhörnchen mit einem rauen, kurzen Rückenfell. Der Rücken kann von blass lohfarben über gelblich braun bis kräftig rotbraun gefärbt sein und er weist eine helle und schwarze Sprenkelung auf. Die Rückenhaare sind mit einer Länge von fünf bis sechs Millimeter kurz, sie sind an der Basis dunkel rotbraun und besitzen eine sandfarbene oder schwarze Spitze. Tiere in trockeneren Gebieten sind dabei in der Regel heller und blasser gefärbt als die in feuchteren Gebieten. Auf den Flanken befindet sich kein heller Seitenstreifen, wodurch es sich von anderen Arten der Gattung unterscheidet. Das Bauchfell ist weiß bis weißlich gelb und blasser als das Rückenfell, der Bauch ist dabei nur dünn behaart. Der Kopf besitzt einen auffälligen hellen Augenring, die Ohren sind klein. Die Oberseite der Füße ist weißlich, kann bei einigen Individuen jedoch auch rotbraun sein. Der Schwanz erreicht eine Länge, die etwa 85 % der Kopf-Rumpf-Länge entspricht. Die Haare des Schwanzes sind etwa 40 Millimeter lang und gebändert, sie sind an der Basis weiß, im Mittelteil schwarz-braun und an der Spitze rotbraun oder weiß. Die Weibchen haben zwei paarige Zitzen (0+0+1+1=4). Das Genom besteht aus einem diploiden Chromosomensatz von 2n = 38 Chromosomen.
| 1 | · | 0 | · | 2 | · | 3 | = 22 |
| 1 | · | 0 | · | 1 | · | 3 | = 22 |

Der Schädel hat eine Gesamtlänge von 47,1 bis 53,7 Millimetern und eine Breite von etwa 27,0 bis 32,3 Millimetern. Wie alle Arten der Gattung besitzt die Art im Oberkiefer pro Hälfte einen zu einem Nagezahn ausgebildeten Schneidezahn (Incisivus), dem eine Zahnlücke (Diastema) folgt. Hierauf folgen zwei Prämolare und drei Molare. Die Zähne im Unterkiefer entsprechen denen im Oberkiefer, allerdings nur mit einem Prämolaren. Insgesamt verfügen die Tiere damit über ein Gebiss aus 22 Zähnen. Der knöcherne Gaumen endet deutlich vor dem Vorderrand der letzten Molaren.
Das Schlichtborstenhörnchen kann mit dem in den westlichen Teilen des Verbreitungsgebietes sympatrisch vorkommenden Gestreiften Borstenhörnchen (Xerus erythropus) verwechselt werden. Dieses ist jedoch deutlich größer und besitzt einen auffälligen Seitenstreifen. Im Gebiss kann bei einzelnen Individuen dieser Art ein weiterer Prämolar vorhanden sein.

## Verbreitung
Das Schlichtborstenhörnchen kommt in den Trockengebieten von Ostafrika vor. Das Verbreitungsgebiet reicht vom nordöstlichen Tansania und Uganda über Kenia und Äthiopien östlich des Grabenbruchs nach Norden bis in den Südsudan und den Sudan, nach Eritrea und Dschibuti sowie nach Somalia.

## Lebensweise
Das Schlichtborstenhörnchen lebt in den durch Dornsträucher und Gräser geprägten Halbwüsten und Savannengebieten seines Verbreitungsgebietes. In Teilen von Kenia im Bereich des Turkana-Sees lebt die Art in den Gebüschbeständen des Zahnbürstenbaumes (Salvadora persica). Die Art kann auch sehr gut in veränderten Lebensräumen leben und kommt auch in landwirtschaftlich genutzten Flächen vor.
Die Tiere sind tagaktiv und leben terrestrisch am Boden, sie verlassen ihre Baue am frühen Morgen und wärmen sich direkt nach dem Verlassen für etwa 30 Minuten in der Sonne auf. Sie ernähren sich primär herbivor von Samen, Blättern, Blüten sowie weichen Früchten und vor allem den Früchten des Afrikanischen Affenbrotbaumes. Hinzu kommen Insekten. Samen und Pflanzenteile machen dabei mindestens 50 % des Mageninhalts aus. Die Tiere legen mehrere Futterlager an, in denen sie Samen und andere Nahrung horten. Schlichtborstenhörnchen kommen in der Regel als Einzeltiere oder in kleinen Familiengruppen, die aus einem Mutter- und wenigen Jungtieren bestehen, vor. Ausgewachsene Männchen können mit einem oder mehreren Weibchen zusammenleben. Dabei kann ein Bau von einem bis sechs Individuen bewohnt werden. An den Nahrungsquellen meiden sich die Tiere, in der Regel verhalten sich Männchen dominant bis aggressiv gegenüber den Weibchen. Die Kommunikation erfolgt über verschiedene Laute, darunter auch ein Warnlaut der Weibchen und Jungtiere, der genutzt wird, wenn ein Männchen kommt. Die unterirdischen Baue sind getrennt voneinander und befinden sich in der Regel unterhalb von Gebüschen und die Eingänge befinden sich an den Stämmen des Buschwerks, zudem werden Baue häufig in Termitennester gebaut. Der Bau hat in der Regel zwei bis sechs Eingänge. Neben den eigenen Bauen nutzen die Tiere gelegentlich auch die Baue anderer Tiere, teilweise auch gemeinsam mit dem Gestreiften Borstenhörnchen (Xerus erythropus). Die Territorien der Männchen sind mit einer Fläche von etwa 7 Hektar deutlich größer als die der Weibchen, die in der Regel etwa 1,4 Hektar umfassen. Dabei überlappen die Territorien deutlich miteinander, auch die der Tiere gleichen Geschlechts. Ein aggressives Territorialverhalten wurde bislang nicht beobachtet, allerdings gibt es eine deutliche Dominanzhierarchie zwischen den Tieren in überlappenden Gebieten. Die Tiere sind sehr gut an hohe Temperaturen angepasst und suchen den Schatten von Felsen oder Pflanzen auf, um der direkten Sonne zu entgehen. Zudem pressen sie ihren spärlich behaarten Bauch auf den kühlen Boden, um sich abzukühlen.
Die Paarungszeit der Schlichtborstenhörnchen erstreckt sich über das gesamte Jahr. Das Paarungsverhalten der Tiere beginnt mit einer Annäherung der Männchen an die Weibchen, wobei die Männchen die Haare des Schwanzes abspreizen und den Schwanz über dem Kopf tragen. Die Weibchen rücken dabei in der Regel leise rufend zurück, schlagen mit dem Schwanz auf den Boden und pressen die Analregion auf den Boden. Wenn das Männchen näherkommt, legt sich das Weibchen auf den Boden und rollt auf die Seite, dabei erlaubt es dem Männchen, ihren Genitalbereich zu beschnüffeln. Das Männchen besteigt und begattet anschließend das Weibchen. Die Weibchen gebären die ein bis zwei Jungtiere pro Wurf im unterirdischen Bau, der sich in der Regel am Rand des Territoriums des Weibchens befindet. Nachdem die Jungtiere den Mutterbau verlassen haben, zieht sich das Weibchen in einen Bau im Zentrum des Territoriums zurück. Die Lebensdauer der Tiere in der Wildnis ist nicht bekannt, in Gefangenschaft wurde ein Männchen mehr als 6 Jahre alt.
Über potenzielle Beutegreifer liegen keine Informationen vor, als Ektoparasiten wurde bislang der Floh Synosternus somalicus und die Zecke Haemaphysalis calarata dokumentiert, als Endoparasit ist Catenotaenia geosciuri bekannt.

## Systematik
Das Schlichtborstenhörnchen wird als eigenständige Art innerhalb der Gattung der Afrikanischen Borstenhörnchen (Xerus) eingeordnet, die aus vier Arten besteht. Die wissenschaftliche Erstbeschreibung stammt von dem Zoologen Philipp Jakob Cretzschmar aus dem Jahr 1828, der die Tiere anhand von Individuen aus dem östlichen Abessinien als Sciurus rutilus beschrieb. Wahrscheinlich stammten sie aus der Region Massaua im heutigen Eritrea.

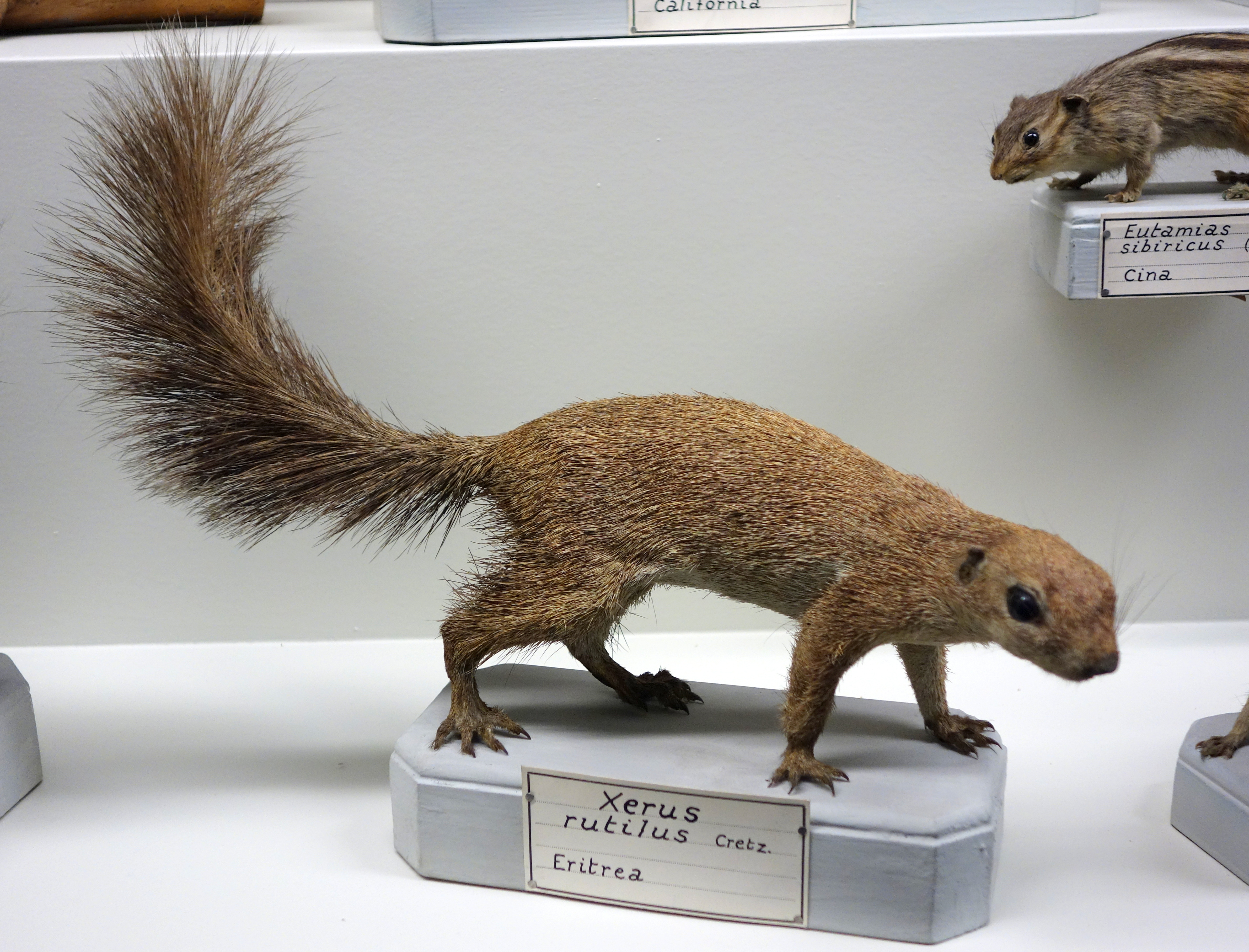
Museumspräparat des Schlichthörnchens im Museo Civico di Storia Naturale Giacomo Doria in Genua, Italien

Innerhalb der Art werden gemeinsam mit der Nominatform acht Unterarten unterscheiden:
- Xerus rutilus rutilus: Nominatform; Die Unterart kommt in der Region Massaua in Eritrea bis in den Osten des Sudan und den Norden von Äthiopien vor.
- Xerus rutilus dabagala: Die Unterart lebt im nördlichen Somalia und zeichnet sich durch einen gelblichen Bereich im Rückenfell aus.
- Xerus rutilus dorsalis: Die Form kommt vom westlichen Kenia bis in das östliche Uganda und den Südsudan vor. Sie hat einen dunklen Kopf, eine leichte gelbe Tönung an den Körperseiten und eine weiße Färbung des Bauches und der Füße.
- Xerus rutilus intensus: Die in Äthiopien lebende Unterart unterscheidet sich von Xerus rutilus dabagala durch das Fehlen des gelben Rückenbereichs.
- Xerus rutilus massaicus: Die Unterart lebt im Olorgesailie-Becken nördlich von Magadi in Kenia. Die Färbung der Unterart ist weißgelblich-rosafarben mit schwarzer Sprenkelung, die Körperseiten weisen keine schwarzen Flecken auf und sind rötlich-rosafarben. Die Bauchseite ist gelblich-weiß mit einer helleren Färbung im Bereich des Kinns, des Nackens und den unteren Körperseiten. Der Roteinschlag ist blasser als bei Xerus rutilus rufifrons.
- Xerus rutilus rufifrons: Die Unterart kommt im nördlichen Uaso Nyiro in Kenia vor. Die Form ist vor allem im Gesicht und auf dem Kopf deutlich rötlich gefärbt, das Rückenfell ist gelblich.
- Xerus rutilus saturatus: Die Unterart kommt im südöstlichen Kenia und nordöstlichen Tansania vor. Die Füße sind rotbraun und der Schwanz ist undeutlich rot geringelt.
- Xerus rutilus stephanicus: Die Unterart lebt in Äthiopien, Somalia und im nordöstlichen Knie. Die Form ist blass gelb und rosafarben gefärbt und besitzt eine rotbraune Kopfoberseite. Es hat nur eine leichte schwarze Sprenkelung.

## Status, Bedrohung und Schutz
Das Schlichtborstenhörnchen wird von der International Union for Conservation of Nature and Natural Resources (IUCN) als nicht gefährdet („least concern“) gelistet. Begründet wird dies durch das vergleichsweise große Verbreitungsgebiet, die angenommen großen Bestände der Tiere in ihrem Lebensraum, der auch mehrere Schutzgebiete umfasst, sowie die gute Anpassungsfähigkeit gegenüber Habitatveränderungen. Bestandsgefährdende Risiken für die Art sind nicht bekannt.

## Belege
1. 1 2 3 4 5 6 7 8 9 10 11 12 13 14 15  Jane M. Waterman: Xerus rutilus, Unstriped Ground Squirrel (Pallid Ground Squirrel). In: Jonathan Kingdon, David Happold, Michael Hoffmann, Thomas Butynski, Meredith Happold und Jan Kalina (Hrsg.): Mammals of Africa Volume III. Rodents, Hares and Rabbits. Bloomsbury, London 2013, S. 100–101; ISBN 978-1-4081-2253-2.
2. 1 2 3 4 5 6 7 8  Richard W. Thorington Jr., John L. Koprowski, Michael A. Steele: Squirrels of the World. Johns Hopkins University Press, Baltimore MD 2012; S. 208–210. ISBN 978-1-4214-0469-1
3. ↑  Jane M. Waterman: Genus Xerus, Ground Squirrels. In: Jonathan Kingdon, David Happold, Michael Hoffmann, Thomas Butynski, Meredith Happold und Jan Kalina (Hrsg.): Mammals of Africa Volume III. Rodents, Hares and Rabbits. Bloomsbury, London 2013, S. 93–94; ISBN 978-1-4081-2253-2.
4. 1 2  Xerus rutilus in der Roten Liste gefährdeter Arten der IUCN 2016-2. Eingestellt von: P. Grubb, N. Oguge, 2008. Abgerufen am 20. September 2016.
5. ↑  Xerus rutilus. In: Don E. Wilson, DeeAnn M. Reeder (Hrsg.): Mammal Species of the World. A taxonomic and geographic Reference. 2 Bände. 3. Auflage. Johns Hopkins University Press, Baltimore MD 2005, ISBN 0-8018-8221-4.